# Ian Healy
Pour les articles homonymes, voir Healy (homonymie).
Ian Andrew Healy (né le 30 avril 1964) est un ancien joueur de cricket international australien. Il joua son premier test et son premier One-day International pour l'équipe d'Australie en 1988. Il est l'un des meilleurs gardiens de guichet que l'Australie ait connu.
Il débuta au niveau international alors qu'il n'avait joué que six matchs de first-class cricket. Sa nièce Alyssa Healy est également internationale australienne de cricket.

## Équipes
- Queensland

## Récompenses individuelles
- Un des cinq Wisden Cricketers of the Year de l'année 1994

## Sélections
- 119 sélections en test cricket de 1988 à 1999
- 168 sélections en ODI de 1988 à 1997